# 富田弘一郎
| 2252 CERGA        | 1978年11月1日 |
| 3056 INAG         | 1978年11月1日 |
| 3765 Texereau     | 1982年9月16日 |
| 4051 Hatanaka     | 1978年11月1日 |
| 8788 Labeyrie     | 1978年11月1日 |
| 8986 Kineyayasuyo | 1978年11月1日 |
| 11258 Aoyama      | 1978年11月1日 |
| (32738) 1978 VT1  | 1978年11月1日 |
| (69234) 1978 VO2  | 1978年11月1日 |

富田弘一郎（日语：／ Tomita Kōichirō，1925年2月16日—2006年5月22日）是一名日本天文學家，小行星和彗星的發現者。
1966年11月30日，一顆火球經過日本西部上空，被照片和素描記錄下來。富田確認那是Kosmos 133太空船。
小行星中心認定他在1978年至1982年間發現了9顆有編號的小行星，例如小行星2252、小行星3056、小行星3765和小行星4051。
他至少著有一本關於彗星的天文學書籍（1982年翻譯成俄文出版）。
小行星2391以他的名字命名。